# Ряхн, Таави
Таави Ряхн (эст. Taavi Rähn; 16 мая 1981, Пярну, Эстонская ССР, СССР) — эстонский футболист, полузащитник. Выступал в национальной сборной Эстонии.

## Карьера

### Клубная
Начинал заниматься футболом в городе Пярну. На профессиональном уровне играл в клубах «Лелле» и «Тулевик». Позже играл в известном эстонском клубе «Флора».
С 2003 года по 2006 год играл в украинском клубе «Волынь». После играл в литовском клубе «Экранас». В 2009 году перешёл в азербайджанский клуб «Нефтчи» из Баку. Летом 2010 года подписал контракт с калининградской «Балтикой».
28 марта 2011 года подписал контракт с клубом Первой лиги Китая «Тяньцзинь Сунцзян». Соглашение было рассчитано на два года. В январе 2013 года на правах свободного агента перешёл в другой китайский клуб «Хунань Биллоуз».
В августе 2013 года подписал контракт с финским «Яро», подписав контракт до конца года. В составе команды провёл 2 матча. В 2013 году подписал контракт с таллинской «Флорой», из которой ушёл в начале 2015 года. В феврале 2015 года подписал на один год контракт с другим столичным клубом «Левадия». В 2016 году выступал за «Пайде», по окончании сезона завершил профессиональную карьеру.

### В сборной
Выступал за юношеские сборные Эстонии до 17 и до 19 лет, а также за молодёжную сборную до 21 года.
С 2001 по 2014 годы играл в национальной сборной Эстонии. В составе команды провёл 76 матчей.

## Достижения
- Чемпион Литвы (1): 2008
- Бронзовый призёр чемпионата Литвы (1): 2007
- Бронзовый призёр чемпионата Эстонии (1): 2014
- Обладатель Суперкубка Эстонии (2): 2014, 2015